# N1 (omroep)
N1 was een Nederlandse lokale omroep uit Nijmegen, die zowel als radiozender, tv-zender en nieuwswebsite actief was. In Nijmegen en omstreken kon N1 gehoord worden via 106.8 FM en 107.8 FM. N1 is op 1 november 2017 samen met Omroep Wijchen en RTV Totaal opgegaan in RN7.

## Geschiedenis
De lokale omroep te Nijmegen werd voorheen uitgezonden door Omroep Nijmegen. Toen deze zender besloot om zijn activiteiten te staken, diende Stichting Waalstad Media een licentieaanvraag in bij het Commissariaat voor de Media om lokale publieke omroep van Nijmegen te mogen worden. Nadat de licentieaanvraag een feit was, besloot de omroep om onder de naam Nijmegen1 Radio & TV uit te gaan zenden. In januari 2008 begon de omroep zijn televisie-uitzendingen met programma's als "De Straat Van de Week", "Op de Mert" en een jongeren- en cultuurprogramma. Daarnaast wordt er nieuws, weer en sport uitgezonden.
Vanaf april 2010 tot oktober 2013 heette Nijmegen1 Radio & TV 'RTV Nijmegen1'.
Vanaf 1 oktober 2013 heeft er opnieuw een vernieuwing plaatsgevonden bij de omroep. 'RTV Nijmegen1' dekte niet langer de lading, N1 werd de nieuwe naam van de omroep. Via social media, televisie (dagelijks minstens 1 uur televisieprogrammering) en van 's morgens vroeg tot 's avonds laat live radio uit de glazen radiostudio op de Mariënburg houdt N1 de Nijmegenaren op de hoogte van het wel en wee in de oudste stad van Nederland.
In november 2015 leek N1 financieel op het randje van de afgrond te staan. De Nijmeegse gemeente besloot toen extra subsidie uit te keren aan N1. Daar werd het roer toen omgegooid, met een nieuwe hoofdredacteur, nieuwe tv-programma's en actievere participatie op sociale media. De dagelijkse leiding van de omroep kwam in handen van Raymond Janssen (directeur) en Gerry van Campen (programmaleider). Andere Nijmeegse namen die actief zijn bij N1 zijn Micha Jans, Anoûl Hendriks en Teun de Boer.

## Programmering
Met de komst van de nieuwe leiding werden direct wijzigingen zichtbaar. De zender werd journalistieker en professioneler. Dagelijkse nieuwsupdates verschenen en de programmering voor televisie werd diverser, met nieuwe programma's als Wat zegt het volk?, Al mot ik krupe, Haar maar waar en Regiosport. Ook het maandelijks gesprek met burgemeester Hubert Bruls door Raymond Janssen deed zijn intrede.

## Nijmeegse Vierdaagse
Tijdens de Nijmeegse Vierdaagse en de Vierdaagsefeesten doet N1 verslag. Sinds juli 2008 hebben alle lokale omroepen in de buurt van Nijmegen het grootste samenwerkingsverband tijdens de Vierdaagse, waarbij de zender met Nijmegen1, Lokale Omroep Mill, GL8, Wijchense Omroep, RTV Totaal en Extra FM samenwerkt voor de Vierdaagsetelevisie en Vierdaagseradio.

## Studio
De tv studio en de redactie bevonden zich aan het Arsenaalgas 8 te Nijmegen. De radiostudio bevond zich in een glazen ruimte naast de kassa's van LUX.